# Stabilimento Roma
Lo stabilimento Roma, noto anche come Panettone a causa della sua forma è stato uno stabilimento balneare sul mar Tirreno ad Ostia, frazione litoranea di Roma.
Costruito nei primi anni 1920 in pieno stile eclettico lo stabilimento riscosse un discreto successo fino allo scoppio della seconda guerra mondiale e, in seguito agli eventi conseguenti l'armistizio di Cassibile del 1943, fu distrutto dalle forze dell'Asse in ritirata da Roma.

## Storia
Lo stabilimento fu commissionato dalla Società ElettroFerroviaria Italiana (SEFI), impegnata nella realizzazione della ferrovia Roma-Lido, e il progetto fu affidato all'architetto romano Giovanni Battista Milani. I lavori iniziarono nel 1922 e si conclusero nel 1924 con l'inaugurazione il 10 agosto dello stesso anno, in concomitanza con la prima tratta della ferrovia tra le stazioni di Roma Porta San Paolo e Marina di Ostia. All'inaugurazione era il più grande stabilimento balneare d'Italia.
Dopo l'armistizio di Cassibile, con la sempre più crescente preoccupazione da parte delle forze dell'Asse per un eventuale sbarco degli Alleati sul litorale tirrenico, si decise di procedere alla distruzione di diverse strutture strategiche poste nell'area tra cui lo stabilimento, la stazione ferroviaria, lo stabilimento industriale della Meccanica Romana e la Colonia marina Vittorio Emanuele III. Fatta eccezione per la Meccanica Romana le altre strutture furono fatte esplodere nella notte tra il 12 e il 13 dicembre 1943. Rimasero in piedi la passerella e alcune colonne, decorate con la dea Vittoria alata; le macerie furono rimosse negli anni '50, lasciando in loco solo le travi su cui poggiava la rotonda.

## Descrizione
Lo stabilimento era costituito da due corpi separati: Il "Panettone" si trovava su una rotonda, posta a 64 m dalla costa (collegata con un pontile lungo 64 per 6 m di larghezza), che poggiava su 270 pali (alti tra i 9 e i 12 m) conficcati nel suolo sabbioso legati a loro volta da travi trasversali per resistere alle eventuali mareggiate, mentre sulla terraferma era presente un ingresso monumentale, ispirato al frigidarium delle terme di Caracalla, alto 13 m e lungo circa 60. Lungo la spiaggia si articolavano 400 camerini in legno e altri 100 di lusso su un totale di 1 000 m² di spiaggia.

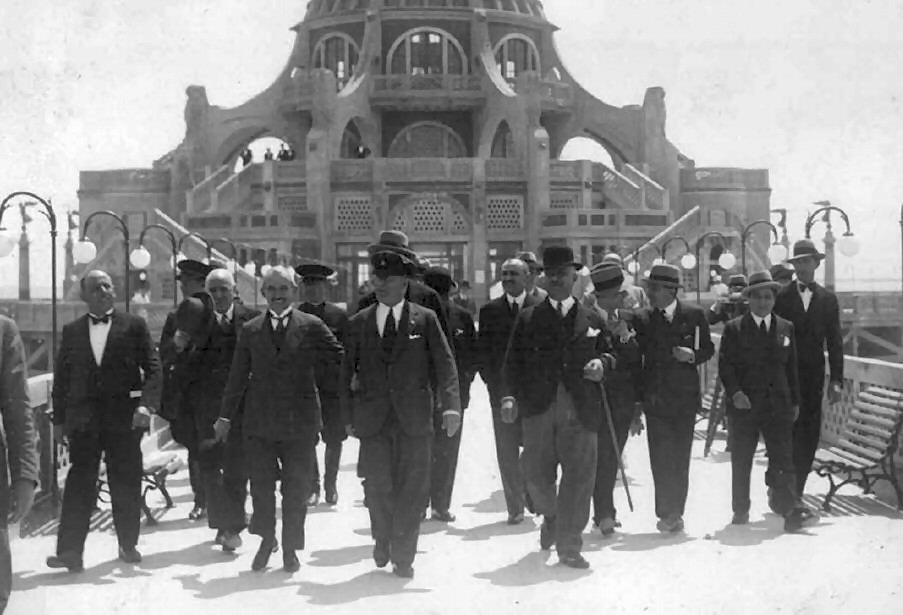
Benito Mussolini ospita il primo ministro turco İsmet İnönü

Fu costruito in muratura cementizia con armatura di ferro, mentre la cupola, ispirata dalla basilica bizantina di Santa Sofia, fu costruita in rame ed era sorretta da alcuni pilastri esterni decorati con statue marmoree raffiguranti la dea Vittoria alata, copie di un esemplare trovato nel 1907 presso gli scavi di Ostia Antica.
Il salone, di forma circolare, situato al primo piano aveva un diametro di 24 m e un'altezza di 13 m. Al secondo piano, sempre di forma circolare ma con un diametro inferiore (11,50 m) vi era invece un salone riservato a convegni e riunioni. L'intero servizio ristorante poteva soddisfare fino a 250 tavoli coperti con un costo di 5,50 lire.
Le decorazioni erano principalmente affreschi che richiamavano all'antica Roma accostati alle opere dello stile Liberty tipico dell'epoca. Le statue marmoree della Vittoria sui pilastri che sorreggevano la cupola erano state scolpite da Mario Bucci mentre gli affreschi erano opera del pittore Antonino Calcagnadoro.